# حصار إشقودرة (1747)
كان حصار إشقودرة عام 1474 هجومًا عثمانيًا على إشقودرة التي تسيطر عليها البندقية (سكوتاري بالإيطالية) في ألبانيا الفينيسية أثناء الحرب العثمانية الفينيسية الأولى (1463–1479). لا ينبغي الخلط بينه وبين فتح إشقودرة 1478-79.

## الحصار
حاصرت القوات العثمانية القوية إشقودرة في ربيع عام 1474. أرسل محمد حاكم روميليا، هاديم سليمان باشا، بحوالي 8000 رجل، لكن القائد أنطونيو لوريدان صدهم وخشي التعزيزات الفينيسية. وبحسب بعض المصادر، فعندما اشتكت حامية سكوتاري من نقص الطعام والماء، أخبرهم لوريدان «إذا كنت جائعًا، فإليك جسدي؛ وإذا كنت عطشانًا، فسأعطيك دمي».
أمر مجلس الشيوخ الفينيسي جميع القوادس المتاحة بنقل الرماة إلى إشقودرة عبر نهر بوجانا. صدرت أوامر لجميع حكام البندقية أيضًا بمساعدة المدينة المحاصرة. وفقًا لتقارير البندقية في يوليو / تموز، حاصر 50 ألف جندي عثماني إشقودرة بدعم من المدفعية الثقيلة.
في بداية عام 1474، أصبحت المنطقة المحيطة بإشقودرة بأكملها، بما في ذلك منطقة بالي المهجورة، تحت الحكم العثماني. وفقًا لبعض المصادر، كان السلطان العثماني يعتزم إعادة بناء بودغوريتشا وباليتش في عام 1474 وتوطينهما مع 5000 عائلة تركية من أجل وضع عقبة إضافية أمام تعاون زيتا كرنويفيتش وإشقودرة الفينيسي المحاصر.
خلال حملتهم عام 1474، دمر العثمانيون أليسيو ودمروا قلعة داغنوم.
تم تعيين ترايدان جريتي كقائد عام لمدينة البندقية بدلاً من بيترو موسينيغو. قاد جريتي الأسطول الفينيسي المكون من ستة قوادس أبحرت في وقت مبكر من مايو 1474 لحماية ساحل ألبانيا فينيتا وخاصة مصبات نهر بوجانا. عندما دخل الأسطول الفينيسي إلى بوجانا، حاولت القوات العثمانية منعه عن طريق سد فم بوجانا بجذوع الأشجار المقطوعة، تمامًا كما فعل فويفود مازاريك الصربي خلال حرب سكوتاري الثانية. أعاد جريتي أسطوله إلى أسفل النهر ودمر القوات العثمانية في 15 يونيو 1474. على الرغم من كل جهوده، لم يكن جريتي قادرًا على تسليم سكيوتاري جميع البضائع التي يحملها أسطوله لأن العديد من سفنه كانت محاصرة في المياه الضحلة في بويانا بالقرب من سفيتي سرد.
عندما انضم جريتي إلى موسينيغو في إشقودرة وأمر كلاهما ليوناردو بولدو بالعثور على إيفان كرنوجيفيتش وحثه على حشد أكبر عدد ممكن من رجاله لمساعدة البندقية أثناء حصار إشقودرة. كما أُمر بولدو بنقل سلاح الفرسان والمشاة كرنويفيتش فوق بحيرة سكيوتاري. لعب إيفان كرنوجيفيتش دورًا مهمًا في الدفاع عن إشقودرة لأنه وفر الاتصال بكوتور وزود المدينة من خلال زابليجاك أو بحيرة سكيوتاري، حيث قاتل في وقت واحد ضد القوات العثمانية القوية. قام بنقل الرجال والغابات من كوتور عبر التلال إلى زابليق حيث بنى فوستا فاجأت العثمانيين في بحيرة سكيوتاري. خلال الصيف بأكمله شارك إيفان كرنويفيتش في الأعمال العسكرية. كان يسيطر على بحيرة سكيوتاري بثلاث غواصات و15 سفينة أصغر، وهو أمر مهم للغاية لأن الأسطول الفينيسي (المكون من 34 سفينة أكبر وحوالي 100 سفينة أصغر) لم يكن قادرًا على الإبحار أبعد من سفيتي سرو. تمكن بولدو من الوصول إلى المدينة المحاصرة من زابلياك بفضل سفن إيفان كرنويفيتش. انضم طاقم السفن الفينيسية مع ستراتيوتي من اليونان إلى المدافعين في المدينة المحاصرة ووفقًا لبعض التقارير الفينيسية، بلغ العدد الإجمالي 25000.
بعد اكتشاف الخيانة التي ارتكبها أندرياس هموج، أحد أفراد عائلة حموج، أثناء الحصار، حكم عليه جريتي بالإعدام وأعدمه رجل من توزي.
قُتل ما بين 7000 و20000 جندي عثماني، وتوفي ما يقرب من 3000 مدني من سكوتاري من العطش والجوع. في الحصار، تضررت الجدران الخارجية بشكل كبير. أعاد المواطنون بناء الجدران تحسبا لهجوم عثماني أقوى في وقت لاحق. عاد العثمانيون عام 1478 لغزو إشقودرة.

### ابتدائية
- بارليتيوس، مارينوس. De Obidione Scodrensi [حصار إشقودرة]. البندقية: B. de Vitalibus، 1504.
- A. Pashazade، Tursun، Bidlisi، K. Pashazade، Kivami، et al. in Pulaha، Selami (ed.). Lufta shqiptaro-turke në shekullin XV: Burime osmane [الحروب الألبانية التركية في القرن الخامس عشر: مصادر عثمانية] (مجموعة من السجلات العثمانية باللغات الأصلية والترجمات الألبانية). Tiranë: Universiteti Shtetëror i Tiranës، Instituti i Historisë dhe Gjuhësisë، 1968.

### ثانوية
- Babinger، Franz. (1992). Mehmed the Conqueror. New Jersey: Princeton University Press. ISBN:978-0-691-01078-6. مؤرشف من الأصل في 2022-05-21.
- Pulaha، Selami. (1968). Lufta shqiptaro-turke në shekullin XV. Burime Osmane [Albanian-Turkish Wars in the Fifteenth Century: Ottoman Sources]. Tirana: Universiteti Shtetëror. {{استشهاد بكتاب}}: روابط خارجية في |عنوان= (مساعدة)
- Srejović, Dragoslav (1981), Istorija srpskog naroda. Knj. 1, Od najstarijih vremena do maričke bitke (1371) [History of Serbs, Book 1, From earliest times to Battle of Marica (1371)] (بالصربية), Belgrade: Srpska književna zadruga, OCLC:456125379
- Božić, Ivan (1979), Nemirno pomorje XV veka (بالصربية), Beograd: Srpska književna zadruga, OCLC:5845972, Archived from the original on 2023-03-25